# Фоберомис
Фоберомисът (Phoberomys pattersoni) е изчезнал вид гризач. Тежал е около 700 кг, дълъг около 3 m и висок 1,5 m, което го прави най-големия съществувал някога гризач. Заради размерите си е наричан понякога Гвинеязила, по аналогия с популярното чудовище от киното. Живял е преди около 8 млн. години по поречието на сегашната река Ориноко. Най-пълният скелет от този вид е открит във Венецуела през 2000 г. Бил е растителноядно животно, за което се съди по силно развитите му резци и други характерни белези по зъбите.
Най-близкият жив роднина на фоберомиса е пакараната (Dinomys branickii).